# Асен Цанков (спортист)
 Тази статия е за спортиста и музикант.  За българския политик, вижте Асен Цанков (политик).  
Асен Петров Цанков е български спортист, скиор и тенисист, и музикант.
Той е четирикратен шампион на България по тенис и сред първите български олимпийци, участвали на зимни олимпийски игри. Представя България на Четвъртите зимни олимпийски игри, провели се в немския град Гармиш-Партенкирхен през 1936 г. Участва в алпийската комбинация, в която завършва на 45-о място след първия манш на слалома и отпада от по-нататъшната надпревара Цанков е шампион на България по тенис през 1939, 1940, 1941 и 1942 година. .
След олимпийските игри Цанков започва да следва в Консерваторията в класа по струнни инструменти. Изгонен е от ректора (брат му Цанко Цанков) за уронване традициите на Консерваторията, след като на годишния акт заминава за турнир по тенис в Солун. Впоследствие Цанков записва право. Правото му да упражнява адвокатска професия е отнето и изкарва прехраната си със свирене по кръчми и тържества. При интернирането на семейството му в Русе му е възложено да възроди симфоничния оркестър и операта. Той кани в града диригентите Константин Илиев и Добрин Петков и младия режисьор Леон Даниел. През 1956 г. отново получава софийско жителство.

## Род
Синът на Асен Цанков, Петър Цанков е роден през 1943 г. и е съосновател на музикалните групи Бъндараците и Щурците. 
Чичо на Асен Цанков е Александър Цанков – министър-председател на България в периода 1923-1926 г. 